# Ratibořské lavičky
Ratibořské lavičky, nebo Okolo Ratiboře za valašskou písničkou či zkráceně jen Lavičky, je netradiční a populární naučná stezka a projekt postavení dřevěných laviček a zpěvu písní v krajině vesnice Ratiboř v okrese Vsetín. Geograficky se nachází v pohoří Hostýnské vrchy na Valašsku ve Zlínském kraji.

## Historie a popis
V Ratiboři a jejím blízkém okolí jsou „roztroušena“ netradiční zastavení na vyhlídkových místech, kde jsou trvale umístěné dřevěné lavičky. U laviček lze relaxovat. Každé místo je vybaveno ocelovým sloupkem s malou schránkou a návštěvní (pamětní) knížkou. Knížka také obsahuje popis místa a notový záznam s textem jedné nebo dvou valašských písniček. Schránky jsou také vybaveny QR kódy a pomocí mobilní aplikace si písničku poslechnout. Písničky je vhodné si na místě zazpívat.

### Zastavení
NA stezce se nachází 18 zastavení s lavičkami:
| Zastavení/lavička | Název                        | Popis                                                                                          |
| ----------------- | ---------------------------- | ---------------------------------------------------------------------------------------------- |
| 1                 | U Baroňů (vedle OÚ Ratiboř)  | V pomyslném centru obce                                                                        |
| 2                 | Nad Zemany                   | Nad hřbitovem                                                                                  |
| 3                 | Pod Kosisky                  | Jeden z nejpůsobivějších pohledů na vesnici Ratiboř                                            |
| 4                 | Na Kosiskách                 | Pověst a tradice spojené se souhvězdím Orion a ohniště                                         |
| 5                 | Nad Nepeklovem               | Posezení na horním konci obce                                                                  |
| 6                 | Nad Obecnicama               | Výhledem do údolí a na Radhošť                                                                 |
| 7                 | U rozcestí v Kobelném        | Nedaleko pomníku kněze Jana Maniše                                                             |
| 8                 | Nad Dolinků                  | Široký výhled do okolí                                                                         |
| 9                 | Nad Poláškama                | Výhled na Ratiboř                                                                              |
| 10                | Na Monte Grapu               | Startovací místo paraglidistů                                                                  |
| 11                | Nad vysílačem                | Výhled na centrum obce                                                                         |
| 12                | Nad Borčím                   | Výhled na Prženské Paseky                                                                      |
| 13                | Na pasece u Hynků            | Výhled do údolí Borčí, kde se nachází Vojenské muzeum Ludvíka Hynka                            |
| 14                | U tří smrků (Borčí)          | Pověst o mladém muži, který spáchal sebevraždu z nešťastné lásky.                              |
| 15                | U dubu                       | Cyklistická vstupní brána do údolí potoka Ratibořka                                            |
| 16                | U soutoku Ratibořky s Bečvou | Nejníže položené místo ratibořského katastru 325 m n. m. u soutoku Vsetínské Bečvy a Ratibořky |
| 17                | Nad Zbrankovým kopcem        | Přírodní památka Zbrankova stráň s výskytem vzácných druhů květeny                             |
| 18                | Nad Červenýma                | Výhled na jihovýchodní hřeben Hostýnských vrchů                                                |

## Další informace
Ratibořské lavičky jsou celoročně volně přístupné.